# Chaca bankanensis
Espèce
Statut de conservation UICN

 NT  : Quasi menacé
Chaca bankanensis, communément appelé Silure-crapaud et Silure à grande bouche, est une espèce de poisson-chat d'eau douce de la famille des Chacidae originaire de la région du Sundaland. Ce poisson peut être trouvé sur le marché de l'aquariophilie.

## Description
Ce poisson possède une tête assez large et est de couleur brun-orangé. Sa taille maximale est de 20 cm. Il possède également une courte colonne vertébrale dorsale pouvant infliger des blessures.

## Réparation et habitat
Originaire de l'ensemble biogéographique du Sundaland, et plus particulièrement de Brunei, d'Indonésie, de Malaisie et de Thaïlande, ce poisson se trouve dans des eaux marécageuses et tourbeuses et vit généralement immobile au fond de ces d'eaux, près des débris de végétaux et du sol,.

## Alimentation
Ce poisson se nourrit de petits poissons et de crevettes.

## Historique
Jusqu'en 1982, Chaca bankanensis était considéré comme un synonyme de Chaca chaca. Ce poisson est également connu sous les noms « silure-crapaud » et « silure à grande bouche ».

## Statut et conservation
L'espèce est catégorisée en « préoccupation mineure » par l'UICN.